# زوي راي
زوي راي (بالإنجليزية: Zoe Rae)‏ هي ممثلة أمريكية، ولدت في 13 يوليو 1910 بشيكاغو في الولايات المتحدة، وتوفيت في 20 مايو 2006 في الولايات المتحدة.

## وصلات خارجية
- زوي راي على موقع IMDb (الإنجليزية)
- زوي راي على موقع أول موفي (الإنجليزية)
- زوي راي على موقع قاعدة بيانات الأفلام السويدية (السويدية)
- زوي راي على موقع كينوبويسك (الروسية)